# 神奈川県立新磯高等学校
神奈川県立新磯高等学校（かながわけんりつ あらいそこうとうがっこう）は、かつて神奈川県相模原市南区新戸に所在した県立高等学校。

## 沿革
- 1986年4月 - 百校計画により開校
- 2011年3月 - 県立高校改革推進計画実施につき廃校

新磯高等学校は、2004年10月に神奈川県が策定した県立高校改革推進計画後期改革計画において、神奈川県立相武台高等学校と統合し、新たに単位制の普通科高校（神奈川県立相模原青陵高等学校）として相武台高校に開校し、2011年3月に廃校。
- 文化祭は縄河祭と呼ばれ、毎年9月上旬に行われていた。

## 設置課程
- 全日制課程

## TV・映画における校舎の使用
- ハンマーセッション!（日本テレビ系列）
- Q10（日本テレビ系列）

## 交通
- 小田急線相武台前駅 徒歩25分、または神奈川中央交通バス「武井橋前」下車 徒歩1分
- JR相模線相武台下駅 徒歩15分

## 著名な卒業生
- 井上尚弥（ボクシング世界チャンピオン）
- 安彦考真（サッカー選手、Y.S.C.C.横浜所属）
- 今井英人（ショートトラックスピードスケート・リレハンメルオリンピック代表）
- 峰倉かずや（漫画家）
- 宇野涼子（元サッカー日本女子代表）
- 後藤秀人（キンモクセイ）
- 立花裕大(俳優)